# Tenagodus modestus
Tenagodus modestus là một loài ốc biển, là động vật thân mềm chân bụng sống ở biển thuộc họ Siliquariidae.

## Miêu tả
Độ dài vỏ lớn nhất ghi nhận được là 150 mm.

## Môi trường sống
Độ sâu nhỏ nhất ghi nhận được là 37 m. Độ sâu lớn nhất ghi nhận được là 1472 m.